# Manikpur Sarhat
Manikpur Sarhat är en ort i Indien.   Den ligger i distriktet Chitrakoot och delstaten Uttar Pradesh, i den centrala delen av landet, 600 km sydost om huvudstaden New Delhi. Manikpur Sarhat ligger 243 meter över havet och antalet invånare är 14 415.
Terrängen runt Mānikpur är platt. Runt Mānikpur är det tätbefolkat, med 266 invånare per kvadratkilometer. Det finns inga andra samhällen i närheten. Trakten runt Mānikpur består till största delen av jordbruksmark.